# Cooler (naczynie)

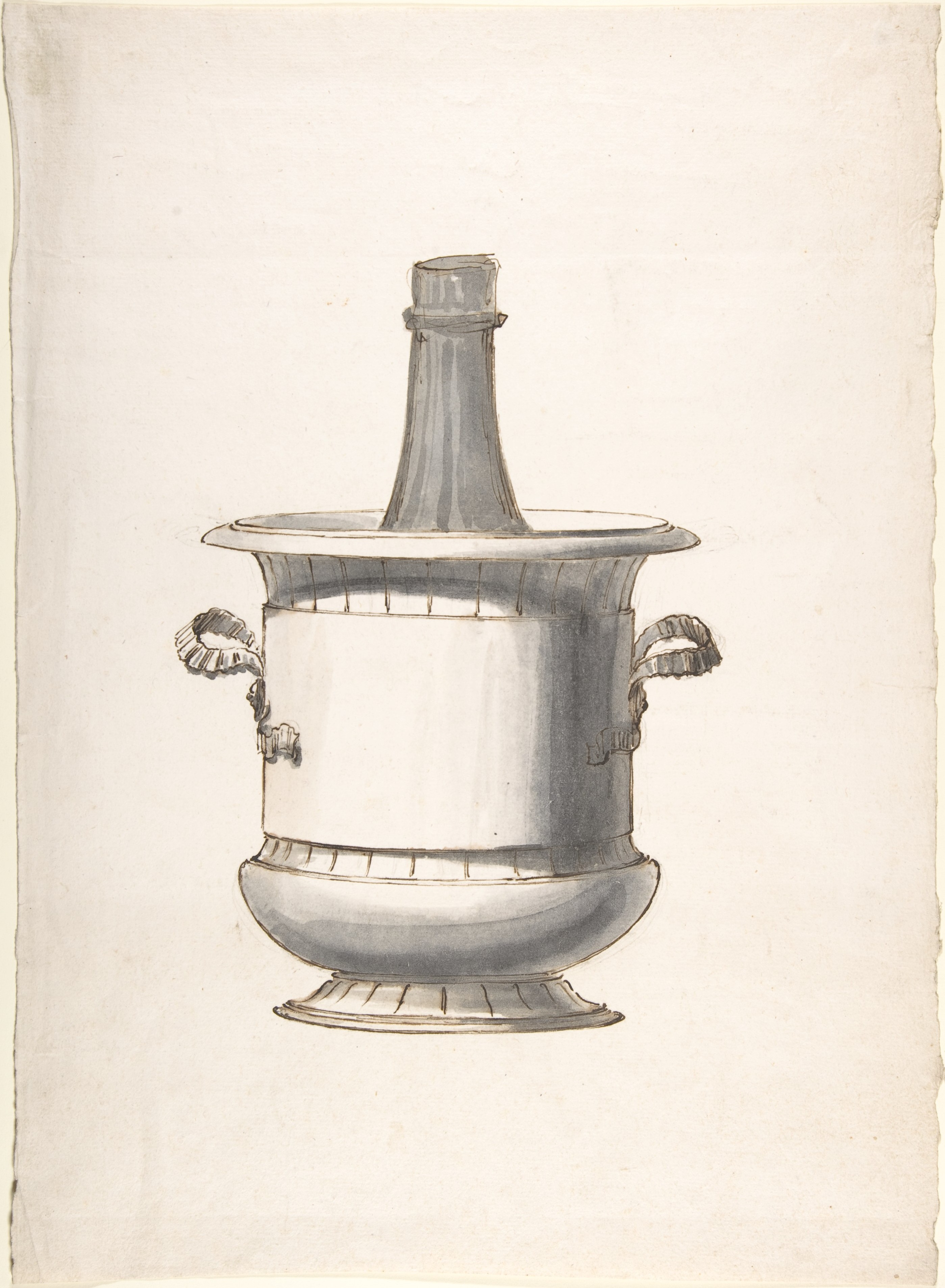
cooler z XIX wieku

Cooler – naczynie lub urządzenie służące do schładzania wina lub utrzymywania jego niskiej temperatury w trakcie serwowania. Coolery są powszechnie wykorzystywane zarówno w gastronomii, jak i w warunkach domowych.

## Rodzaje
Coolery dzieli się zasadniczo na dwa podstawowe typy:
Cooler mokry
Cooler mokry ma formę wiaderka wykonanego zwykle z nierdzewnego metalu. Wypełnia się go mieszaniną lodu i zimnej wody w proporcji 1:1, co pozwala na szybkie i skuteczne schłodzenie butelki wina. Tego rodzaju cooler jest efektywny, ale powoduje zawilgocenie powierzchni butelki. Stosowany jest powszechnie w restauracjach i lokalach gastronomicznych.
Cooler suchy
Cooler suchy może być wykonany z metalu, tworzywa sztucznego lub terakoty. Przed użyciem umieszcza się go w zamrażarce, przy czym cooler terakotowy należy uprzednio namoczyć w wodzie. Jego działanie polega na pasywnym utrzymaniu temperatury butelki, a nie na jej aktywnym chłodzeniu. Zaletą coolera suchego jest to, że butelka pozostaje sucha w trakcie użytkowania. Ze względu na mniejszą efektywność chłodzącą stosowany jest głównie w warunkach domowych.

## Inne rozwiązania
Alternatywą dla tradycyjnych coolerów są elastyczne kołnierze chłodzące, wypełnione specjalnym płynem lub żelem chłodzącym (podobnym jak w wkładach do lodówek turystycznych). Tego typu akcesoria schładza się w zamrażarce, a następnie nakłada na butelkę. Choć skuteczne, są one rzadko wykorzystywane w restauracjach ze względów estetycznych i praktycznych.